# Polo Democratico Modernista
Il Polo Democratico Modernista (in arabo القطب الديمقراطي الحداثي‎?, al-Quṭb al-dīmuqrāṭī al-ḥidāthī), PDM o Al Qotb è una coalizione politica tunisina sorta per le elezioni del Parlamento (assemblea costituente) del 23 ottobre 2011.
Esso raggruppa quattro partiti — Movimento per il Rinnovamento (Ettajdid, ossia al-Tajdīd, "Il rinnovamento"); Partito Socialista; Voce del Centro e Partito repubblicano — e cinque iniziative cittadine.

Ahmed Brahim (Aḥmad Ibrāhīm) ne costituisce la figura politica di maggior rilievo.
Il blocco è stato fondato il 31 maggio 2011 da Riadh Ben Fadhel (Riyāḍ ben Fāḍil) e Mustapha Ben Ahmed (Muṣṭafā ben Aḥmad). Il 7 settembre esso ha annunciato le sue liste di candidati in vista dell'elezione dell'Assemblea costituente, presentate nelle 33 circoscrizioni in Tunisia e all'estero. Le liste sono state capeggiate da sedici donne e 17 uomini. La coalizione ottiene 5 dei 217 seggi complessivi dell'Assemblea, vinti da Ahmed Brahim, Samir Tayyeb (Samīr Ṭayyib), Fadhel Moussa, Salma Baccar (Salmā Baqqār) e Nadia Chaabane (Nādiya Shaʿbān). 
Il 4 dicembre, l'alleanza elettorale dichiara la sua trasformazione in «fronte politico aperto», atto ad accogliere coloro che chiederanno di aderirvi direttamente e che intendono inserirsi «in un processo di costruzione di un partito democratico unificato».
L'alleanza elettorale finisce de facto con la fusione del Partito repubblicano col Partito democratico progressista e Afek Tunes in seno al Partito repubblicano, e quello del Movimento per il Rinnovamento (Ettajdid) col Partito del lavoro tunisino in seno alla Via Social Democratica.
 
Quest'ultimo partito e il Partito Socialista sono tuttavia componenti di una medesima coalizione elettorale: l'Unione per la Tunisia.

## Componenti del Polo
Quattro partiti:
- Movimento per il Rinnovamento (Ettajdid)
- Partito Socialista
- Voce del Centro (Ṣawt al-Wasaṭ)
- Partito Repubblicano[4]

Cinque iniziative di indipendenti:
- Collettivo nazionale degli indipendenti del Polo
- Iniziativa cittadina
- Lega degli indipendenti progressisti
- Basta divisioni, andiamo avanti!
- Appello per un polo democratico, sociale e culturale